# Mohamed Farsi
Mohamed Farsi (Montréal, 1999. december 16. –) kanadai korosztályos és algériai válogatott labdarúgó, az amerikai Columbus Crew középpályása.

## Pályafutása

### Klubcsapatokban
Farsi a kanadai Montréal városában született. Az ifjúsági pályafutása alatt kisebb kluboknál játszott.
2020-ban mutatkozott be a kanadai Cavalry felnőtt csapatában. 2022. július 22-én szerződést kötött az észak-amerikai első osztályban szereplő Columbus Crew együttesével. Először a 2022. június 19-ei, Charlotte ellen hazai pályán 1–1-es döntetlennel zárult mérkőzés 90+3. percében, Aidan Morris cseréjeként lépett pályára. A 2023-as szezonban megnyerték a bajnokságot. Első gólját 2024. március 10-én, a Chicago Fire ellen 2–1-re megnyert találkozón szerezte meg.

### A válogatottban
Farsi az U23-as korosztályú válogatottban képviselte Kanadát.
2024-ben debütált az algériai válogatottban.

## Statisztikák
2024. augusztus 26. szerint
| Klub          | Szezon   | Osztály  | Bajnokság | Bajnokság | Kupa  | Kupa | Nemzetközi | Nemzetközi | Összesen | Összesen |
| Klub          | Szezon   | Osztály  | Meccs     | Gól       | Meccs | Gól  | Meccs      | Gól        | Meccs    | Gól      |
| ------------- | -------- | -------- | --------- | --------- | ----- | ---- | ---------- | ---------- | -------- | -------- |
| Columbus Crew | 2022     | MLS      | 7         | 0         | 0     | 0    | —          | —          | 7        | 0        |
| Columbus Crew | 2023     | MLS      | 36        | 0         | 3     | 1    | 3          | 0          | 42       | 1        |
| Columbus Crew | 2024     | MLS      | 21        | 3         | 0     | 0    | 10         | 0          | 31       | 3        |
| Összesen      | Összesen | Összesen | 64        | 3         | 3     | 1    | 13         | 0          | 80       | 4        |

### A válogatottban
| Válogatott | Év       | Pályára lépés | Gól |
| ---------- | -------- | ------------- | --- |
| Algéria    | 2024     | 4             | 0   |
| Összesen   | Összesen | 4             | 0   |

## Sikerei, díjai
Columbus Crew
- MLS
  - Bajnok (1): 2023

- Leagues Cup
  - Győztes (1): 2024

- Campeones Cup
  - Döntős (1): 2024

- CONCACAF-bajnokok ligája
  - Döntős (1): 2024